# オレンジ (May'nの曲)
「オレンジ」は、May'nの楽曲。19枚目のシングルとして2021年11月24日に発売元Digital Double、販売元avex picturesから発売され、Digital Doubleレーベル移籍後初のシングルとなる。

## 概要
表題曲「オレンジ」は、テレビアニメ『プラオレ!〜PRIDE OF ORANGE〜』のエンディングテーマに使用された。
2曲目「シキザクラ」は、テレビアニメ『シキザクラ』のエンディングテーマ。
CD+Blu-ray盤（XNDD-00006/B）とCD盤（XNDD-00007）の2種リリースで、CD+Blu-ray盤に付属するBlu-rayには、「オレンジ」のミュージックビデオとそのオフショット映像が収められている。
初回封入特典にはOPENRECによるオンラインリリースイベントシリアルコードとアプリゲーム『プラオレ！〜SMILE PRINCESS〜』特典キャンペーンコードが封入された。
キャッチコピーの『あたたかくて、切ない。それでも願わずにはいられない。』は、アイ・マイ・ミー・マイン・May'n!番組内の企画による視聴者からの応募の中から採用された。

## シングル収録曲
| #         | タイトル                     | 作詞      | 作曲      | 編曲      | 時間  |
| --------- | ---------------------------- | --------- | --------- | --------- | ----- |
| 1.        | 「オレンジ」                 | May'n     | May'n     | 今井了介  | 3:44  |
| 2.        | 「シキザクラ」               | くじら    | くじら    | くじら    | 4:06  |
| 3.        | 「B.H.U.」                   | May'n     | TeddyLoid | TeddyLoid | 2:57  |
| 4.        | 「オレンジ」(instrumental)   |           |           |           | 3:44  |
| 5.        | 「シキザクラ」(instrumental) |           |           |           | 4:06  |
| 6.        | 「B.H.U.」(instrumental)     |           |           |           | 2:57  |
| 合計時間: | 合計時間:                    | 合計時間: | 合計時間: | 合計時間: | 21:34 |